# Liste der Landschaftsschutzgebiete im Landkreis Kulmbach
Im Landkreis Kulmbach gibt es 14 Landschaftsschutzgebiete (LSG). (Stand: November 2018)

## Hinweise zu den Angaben in der Tabelle
- Gebietsname: Amtliche Bezeichnung des Schutzgebietes
- Bild/Commons: Bild und Link zu weiteren Bildern aus dem Schutzgebiet
- LSG-ID: Amtliche Nummer des Schutzgebietes
- WDPA-ID: Link zum Eintrag des Schutzgebietes in der World Database on Protected Areas
- Wikidata: Link zum Wikidata-Eintrag des Schutzgebietes
- Ausweisung: Datum der Ausweisung als Schutzgebiet
- Gemeinde(n): Gemeinden, auf denen sich das Schutzgebiet befindet
- Lage: Geografischer Standort
- Fläche: Gesamtfläche des Schutzgebietes in Hektar
- Flächenanteil: Anteilige Flächen des Schutzgebietes in Landkreisen/Gemeinden, Angabe in % der Gesamtfläche
- Bemerkung: Besonderheiten und Anmerkungen

Bis auf die Spalte Lage sind alle Spalten sortierbar.
| Gebietsname | Bild/Commons   | LSG-ID       | WDPA-ID | Wikidata  | Ausweisung | Gemeinde(n) | Lage     | Fläche ha | Flächenanteil | Bemerkung |
| --- | -------------- | ------------ | ------- | --------- | ---------- | ----------- | -------- | --------- | --- | --------- |
| Kessel-Plosenberg |                | LSG-00483.01 | 395991  | Q59635628 | 1994       |             | Position | 110,12    | Landkreis Kulmbach (100 %) |           |
| LSG Fichtelgebirge | weitere Bilder | LSG-00449.01 | 395957  | Q59634836 | 1990       |             | Position | 62728,01  | Landkreis Bayreuth (31,0 %), Landkreis Hof (9,9 %), Landkreis Kulmbach (0,4 %), Landkreis Wunsiedel (58,7 %)                                      |           |
| LSG Frankenwald im Gebiet der Landkreise Hof, Kronach und Kulmbach                                                                        | weitere Bilder | LSG-00555.01 | 396106  | Q59635634 | 2001       |             | Position | 43183,38  | Landkreis Hof (17,2 %), Landkreis Kronach (74,6 %), Landkreis Kulmbach (8,0 %)                                                                    |           |
| LSG Fränkische Schweiz - Veldensteiner Forst im Regierungsbezirk Oberfranken                                                              | weitere Bilder | LSG-00556.01 | 396107  | Q59635232 | 2001       |             | Position | 100393,8  | Landkreis Bamberg (23,2 %), Landkreis Bayreuth (34,0 %), Landkreis Forchheim (25,8 %), Landkreis Kulmbach (4,5 %), Landkreis Lichtenfels (12,6 %) |           |
| LSG Plassenburg im Gebiet der Stadt Kulmbach                                                                                              |                | LSG-00463.01 | 395971  | Q59635627 | 1992       |             | Position | 33,55     | Landkreis Kulmbach (100 %) |           |
| LSG Steinachtal mit Nebentälern im Gebiet der Landkreise Hof und Kulmbach                                                                 | weitere Bilder | LSG-00363.01 | 395872  | Q59635622 | 1984       |             | Position | 1664,29   | Landkreis Hof (3,6 %), Landkreis Kulmbach (96,3 %)                                                                                                |           |
| LSG Unteres Rotmaintal im Gebiet der Landkreise Bayreuth und Kulmbach sowie der Stadt Bayreuth                                            |                | LSG-00416.01 | 395924  | Q59635624 | 1988       |             | Position | 1133,76   | Bayreuth (7,6 %), Landkreis Bayreuth (20,0 %), Landkreis Kulmbach (72,3 %)                                                                        |           |
| Schutz von Landschaftsräumen im Gebiet der Landkreise Bayreuth und Kulmbach (Trebgasttal)                                                 |                | LSG-00291.01 | 395768  | Q59635621 | 1978       |             | Position | 3199,06   | Landkreis Bayreuth (22,4 %), Landkreis Kulmbach (77,5 %)                                                                                          |           |
| Schutz von Landschaftsräumen im Gebiet der Stadt Bayreuth und der Landkreise Bayreuth und Kulmbach (Hohe Warte / Maintalhang)             |                | LSG-00554.01 | 396105  | Q59635631 | 2001       |             | Position | 1548,56   | Bayreuth (18,1 %), Landkreis Bayreuth (59,3 %), Landkreis Kulmbach (22,6 %)                                                                       |           |
| Schutz von Landschaftsteilen beiderseits der Ostmarkstraße Berneck-Weiden                                                                 |                | LSG-00007.01 | 395451  | Q59635608 | 1951       |             | Position | 8,17      | Landkreis Bayreuth (3,4 %), Landkreis Kulmbach (96,6 %)                                                                                           |           |
| Schutz von Landschaftsteilen im Gebiet der Stadt Kulmbach und des Landkreises Kulmbach (Metzdorfer Gründlein und Dobrachtal)              |                | LSG-00197.01 | 395678  | Q59635613 | 1970       |             | Position | 124,89    | Landkreis Kulmbach (100 %) |           |
| Schutz von Landschaftsteilen im Gebiet des Landkreises Kulmbach - Igelsweiher                                                             |                | LSG-00257.01 | 395735  | Q59635618 | 1973       |             | Position | 39,48     | Landkreis Kulmbach (100 %) |           |
| Schutz von Landschaftsteilen im Gebiet des Landkreises Kulmbach - Patersberg - Wacholdergrund                                             |                | LSG-00245.01 | 395723  | Q59635616 | 1972       |             | Position | 483,12    | Landkreis Kulmbach (100 %) |           |
| Schutz von Landschaftsteilen in den Landkreisen Hof, Kronach, Kulmbach, Münchberg, Naila und Stadtsteinach (Landschaftsteil Schorgasttal) |                | LSG-00085.01 | 395506  | Q59635609 | 1956       |             | Position | 1073,09   | Landkreis Hof (10,5 %), Landkreis Kulmbach (89,4 %)                                                                                               |           |